# Antillophos candeanus
Antillophos candeanus är en snäckart som först beskrevs av d'Orbigny 1842.  Antillophos candeanus ingår i släktet Antillophos och familjen valthornssnäckor. Inga underarter finns listade i Catalogue of Life.